# Heliocheilus turbata
Heliocheilus turbata là một loài bướm đêm thuộc họ Noctuidae. Nó được tìm thấy ở Bắc Mỹ, bao gồm Georgia.
Heliocheilus lupatus is no longer considered a đồng nghĩa của Heliocheilus turbata.